# Oscar Mantegari
Oscar Hernán Mantegari (20 de octubre de 1928; Buenos Aires, Argentina - 13 de mayo de 2008; Buenos Aires, Argentina) fue un exfutbolista argentino que se desempeñaba como centrocampista.

## Clubes
| Club        | País      | Año         |
| ----------- | --------- | ----------- |
| Atlanta     | Argentina | 1948 - 1952 |
| River Plate | Argentina | 1953 - 1960 |
| Platense    | Argentina | 1961 - 1962 |

## Palmarés

### Campeonatos nacionales
| Título                        | Club        | País      | Año  |
| ----------------------------- | ----------- | --------- | ---- |
| Primera División de Argentina | River Plate | Argentina | 1953 |
| Primera División de Argentina | River Plate | Argentina | 1955 |
| Primera División de Argentina | River Plate | Argentina | 1956 |
| Primera División de Argentina | River Plate | Argentina | 1957 |